# Ryūta Kawashima

Unterschrift von Ryūta Kawashima

Ryūta Kawashima (jap. 川島 隆太, Kawashima Ryūta; * 23. Mai 1959 in der Präfektur Chiba, Japan) ist ein japanischer Neurowissenschaftler. Weltweite Bekanntheit erlangte Kawashima vor allem durch das nach ihm benannte Videospiel Dr. Kawashimas Gehirn-Jogging für den Nintendo DS.

## Leben
Kawashima studierte Medizin an der Universität Tōhoku und durchlief dort das Postgraduierten-Programm. Schon seit dieser Zeit spezialisierte er sich auf die Erforschung der einzelnen Regionen des menschlichen Gehirns und Möglichkeiten des Trainings. Dabei legte er insbesondere Wert auf die Entwicklung und Aufrechterhaltung von Lernfähigkeiten. Nach einer Lehrtätigkeit am Karolinska-Institut bei Stockholm, Schweden, wurde er außerordentlicher Professor an der Universität Tōhoku, wo er heute das Institut Functional Brain Imaging Centre leitet.
Von seinem ersten Buch Train Your Brain: 60 Days To A Better Brain, in dem er seine Forschungsergebnisse in Form von Übungsaufgaben veröffentlichte, verkaufte er mehr als 1,2 Millionen Exemplare in Japan. Aufgrund der großen Nachfrage wurde es 2007 auch in Großbritannien veröffentlicht. Auf diesem Werk basiert auch Dr. Kawashimas Gehirn-Jogging, bei dem Kawashima dem Spieler die zu absolvierenden Denksportaufgaben als virtueller Professor erklärt und die Ergebnisse kommentiert. Er rechnete nicht mit einem solch großen Erfolg, deshalb spendete er zur Behandlung von Schlaganfällen den kompletten Gewinn in Höhe von 11 Millionen Dollar (Stand April 2008).

## Schriften
- Train Your Brain. 60 Days to a Better Brain. Penguin Books Ltd, London 2007, ISBN 978-1-84614-004-4.